# Zāvang-e Soflá
Zāvang-e Soflá (persiska: زاونگ سفلی, Zāvang-e Pā’īn) är en ort i Iran.   Den ligger i provinsen Khorasan, i den nordöstra delen av landet, 600 km öster om huvudstaden Teheran. Zāvang-e Soflá ligger 1 370 meter över havet och antalet invånare är 457.
Terrängen runt Zāvang-e Soflá är huvudsakligen kuperad, men den allra närmaste omgivningen är platt. Runt Zāvang-e Soflá är det ganska tätbefolkat, med 56 invånare per kvadratkilometer. Närmaste större samhälle är Shūrī-ye Bozorg, 19,5 km sydost om Zāvang-e Soflá. Trakten runt Zāvang-e Soflá består i huvudsak av gräsmarker.